# Comédies et Proverbes
Cet article court présente un sujet plus développé dans : Éric Rohmer.
Comédies et Proverbes est un cycle de six films d'Éric Rohmer réalisés dans la période 1981-1987 :
- La Femme de l'aviateur (1981) ou « On ne saurait penser à rien », antithèse de l'œuvre de Musset On ne saurait penser à tout
- Le Beau Mariage (1982) ou « Quel esprit ne bat la campagne ? qui ne fait château en Espagne ? » de La Fontaine
- Pauline à la plage (1983) ou « Qui trop parole, il se mesfait » de Chrétien de Troyes
- Les Nuits de la pleine lune (1984) ou « Qui a deux femmes perd son âme, qui a deux maisons perd sa raison », pseudo proverbe champenois.
- Le Rayon vert (1986) ou « Que le temps vienne où les cœurs s'éprennent », vers extraits du poème Chanson de la plus haute tour d'Arthur Rimbaud
- L'Ami de mon amie (1987) ou « Les amis de mes amis sont mes amis » (proverbe).

Le cycle met en scène des femmes qui affrontent la vie et fait suite aux Six contes moraux, qui au contraire dépeignent les occasions ratées, l'hésitation entre plusieurs femmes, la petite lâcheté masculine.

## Sources
1. ↑  T. Marwinski, « Éric Rohmer. Biographie », Arte, Strasbourg, 5 septembre 2007.